# Xabier Idoate

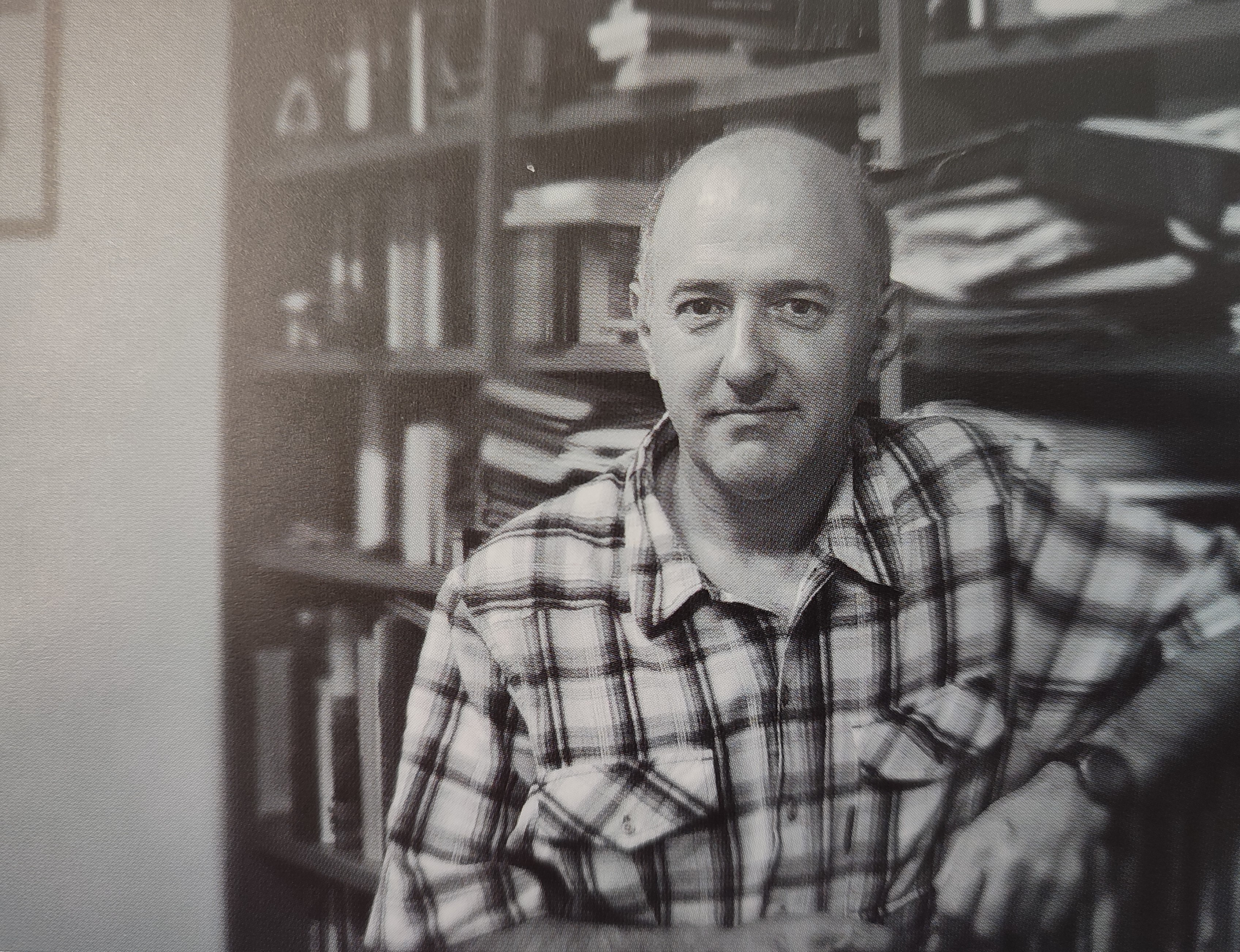
Xabier Idoate

Xabier Idoate Iribarren (Pamplona, Navarra, 1954) es un artista contemporáneo español y profesor titular en la Facultad de Bellas Artes de la Universidad del País Vasco/Euskal Herriko Unibertsitatea (UPV/EHU).  

## Biografía
Entre 1972 y 1977 realiza sus estudios de Bellas Artes en la UPV/EHU: posee una licenciatura en la especialidad de escultura en 1978 y un doctorado en 1984. Sin embargo, posteriormente su trabajo se orientó hacia la pintura y el dibujo, especializándose principalmente en las aplicaciones de la gráfica digital. En la actualidad, su actividad artística está centrada en la conexión texto-imagen, la fotografía, el vídeo y la gráfica digital. De esta forma, la obra artística de Xabier Idoate abarca disciplinas como la fotografía, la gráfica, la pintura y el vídeo.
Entre 1978 y 1987 se dedica a la docencia en educación secundaria en los institutos de Basauri (Vizcaya) y Padre Moret-Irubide (Chantrea, Pamplona).
Entre 1987 y 2014 ocupa el puesto de profesor titular en la UPV/EHU del Departamento de Dibujo en las áreas de Gráfica Tecnológica y Tecnologías de la Imagen. En el mismo centro, además, también desempeña la labor de profesor del máster de Creación e Investigación en Arte.
Desde 1980, ha realizado una amplia cantidad de exposiciones individuales en Barcelona, Basauri, Bilbao, Éibar, Madrid, Pamplona y Zaragoza; además de su participación en multitud de exposiciones colectivas.
Ha ejercido como miembro del Consejo Navarro de la Cultura y las Artes y como vocal del Patronato de la Fundación del Centro de Arte Contemporáneo de Huarte.

## Temática
Sus obras giran en torno a una temática en la que están presentes una amplia variedad de imágenes urbanas, espacios industriales y seres humanos. En definitiva, Idoate pretende enfatizar los elementos que están relacionados con la actualidad. En su pintura, son dos grandes bloques los que conforman sus representaciones: una pintura autorreferencial vinculada con la propia pintura y con referencias al taller del artista, y otra que alude al entorno en el que vivimos. Existe un eje principal que vertebra sus obras y es la unión entre la pintura como un oficio tradicional y el arte como el resultado de la aplicación de las nuevas tecnologías. Las herramientas que utiliza para ofrecer una muestra de la sociedad actual son una simbiosis entre el trabajo propio de la pintura e imágenes seriadas, fotográficas y manipuladas por ordenador. 

## Obras[6]

### Exposiciones individuales
- Sala de Cultura, Tafalla, 1976.
- Casa de Cultura, Basauri, Vizcaya, 1986.
- Galería Pintzel, Pamplona, 1987.
- Galería Arte Nativa, Bilbao, 1987.
- Pabellón de Mixtos, Pamplona, 1989.
- Ayuntamiento de Eibar, Guipúzcoa, 1990.
- Galería Pintzel, Pamplona, 1992.
- Cámara de Comercio e Industria, Zaragoza, 1992.
- Casa de Cultura (con Jabier Villarreal), Zizur Mayor, 1995.
- Galería La Brocha, Bilbao, 1996.
- Galería Pintzel (con Adolfo Ramírez-Escudero), Pamplona, 1996.
- Sala Carlos III, Universidad Pública de Navarra (UPNA), 1998-1999.
- Sala Juan Bravo, Madrid, 2002.
- Pabellón de Mixtos, Pamplona, 2002.
- Sala de Exposiciones de Lejona, UPV/EHU, Vizcaya, 2003.
- Galería Pintzel, Pamplona, 2004.
- Graphoskop 2005/2006, Museo de Navarra, Pamplona, 2006.
- Delirio, Pamplona, 2011.[7]
- ZZZZ, Pamplona, 2011.[8]
- FIKTIOGRAF, Centro Huarte, Huarte, 2012.
- HiriGraf, Centro Cultural Iortia, Alsasua, 2019.
- Ibil Graf, APAINDU, Pamplona, 2019.[9]

### Exposiciones colectivas
- Grupo Peatones, Sala de Cultura, Baracaldo, España, 1978.
- Aristi del Paese Basco, Galería La Bottega, Rávena, Italia, 1978.
- 10 años de Arte Vasco, Guernica, España, 1987.
- Homenaje a Germán Rodríguez, Zaenen-plaza, Pamplona, España, 1988.
- InterARTE, Feria de arte contemporáneo, Valencia, España, 1991.
- Bienal de Zamora, Zamora, España, 1991.
- Pintura de Foto, Galería Pintzel, Pamplona, España, 1992.
- Navarra 12, Toledo, 1993.
- Digital Salon2, Arts Visuals Museum, Nueva York, Estados Unidos, 1994.
- Babel. ART Multimedia. El conflicte en la connexió, Sala Busquets, Barcelona, España, 1996.
- Berradiskidetzeratko artea-Art towards reconciliation, Hérnica, Lejona, Dresde, Riesa, Pforzheim, Basauri, Artea, Zarauz, 1991-2001.
- Intaglio Type, Casa de Cultura, Huarte, 2002.
- Euskaldunon Biltoki, Pamplona, 2003.
- Okupgraf, Sala de Armas, Pamplona, 2003.
- Grabado y Fotografía en la era digital, Casa de Cultura, Huarte, 2003.

### Vídeos
- El lobo Feroz (con Jabier Villarreal), 1994.
- 7 - 11, 1995.
- 1994: Elektro Egutegia, 1995.[10]
- Tormenta en un vaso de agua, 2004.

### Ediciones gráficas
- 24 x 4 Mapa de Error - Akats-Mapa, FOCET industrial, 2002.
- Roma, impresión digital, 2003.

### Libros
- Xabier Idoate: catálogo, Fundación Nueva Empresa, 1992.
- Hiri-kras, 1995.[11]
- Aula Magna imaginis, Xabier Idoate, Jesús Mari Lazkano, Xabier Morrás, Fito Ramírez-Escudero, 2008.[12]

## Premios
1973
- I Premio Ciudad de Pamplona.[13]

1985
- Concurso Internacional de Carteles de San Fermín organizado por el Ayuntamiento de Pamplona.[14]

1986
- Concurso Internacional de Carteles de San Fermín organizado por el Ayuntamiento de Pamplona.

1991
- Premio Nacional de Pintura Fundación Nueva Empresa de Zaragoza.